# Sheila Bruckner
Rózsa Gáborné sz. Prukner Csilla, művészi álnevén Sheila Bruckner (Budapest, 1961. március 11. – Budapest, 2022.november 19.) 

## Életpályája
Évtizedeket töltött el főállásban a közigazgatásban, ügykezelő osztályvezetőként, illetőleg címzetes főmunkatársként dolgozott közel 3 évtizeden át az Országházban. Emellett újságíró iskolát végzett, valamint irodalomelméletet, stilisztikát, pszichológiát tanult. Ezután a parlamenti munkája mellett egy pár évig komolyabban is foglalkozott újságírással.
Egy irodalmi pályázat megnyerése után 1991 decemberében jelent meg első kisregénye, a Fehér karácsony. Nem sokkal később a második. Többhetes nyári szabadságain minden évben megírt néhány könyvet. 1995-ben már 6 új regénye jelent meg. Rádióriportok és újságcikkek készültek vele, de ő igyekezett kerülni a nyilvánosságot, őrizte inkognitóját. Olyannyira, hogy még főnöke és közvetlen kollégái is csak az első, vele készült rádióriportból értesültek arról, hogy munkatársuk azonos Sheila Bruckner írónővel. Összesen 34 kis- és nagyregénye, továbbá egy útikönyv-útleírása jelent meg. 

## Írói stílusa
Sokan „a magyar romantikus irodalom felszentelt papnőjeként” tartják számon a ma is méltán népszerű írónőt. Főhősei gyakran keverednek mulatságos vagy épp veszélyes és kalandos szituációkba. De akár krimiszerű fordulatokban és akciójelenetekben gazdag, akár habkönnyű, humoros történet kerül ki a keze alól, a szerelem és a romantika mindig jelen van benne, finom szálakkal szövi át a cselekményt. Történeteit érzelmes, de gyakorta csipkelődő, humoros párharcok jellemzik. E regények különleges báját talán éppen az adja, hogy ez a női rátartiság és titkolt ábrándos szerelem 21. századi vagány, csajos formában jelenik meg. Ez a modern, trendi, ugyanakkor nosztalgikusan régies (vintage) stílus teszi népszerűvé a szerelmes történetekre vágyó kamaszlányoktól a nagymamákig minden generáció számára. Sheila egyáltalán nem szégyelli, inkább büszkén vállalja a műfajra ragasztott „ponyvairodalom” címkét. Véleménye szerint „Nem csak az a jó könyv, amin este be lehet aludni, hanem az is, ami ebéd után ébren tart.”

## Megjelent regényei
- Fehér karácsony (1991)
- Átzokogott nászéjszakák (1992)
- Beleszerettem a férjembe (1992)
- Vakszerelem (1993)
- Félreértesz, drágám (1993)
- Szelídíts meg (1993)
- Szemenszedett szerelem (1994)
- Férjül veszlek (1994)
- Az égből pottyant vőlegény (1994)
- Fullánk kisasszony (1995)
- A fele sem tréfa (1995)
- Egy életen át (1995)
- Vihar az Édenkertben (1995)
- Csábíts el (1995)
- Szeretnék hinni neked (1995)
- Egymásba gabalyodva (1996)
- Elcserélt levelek (1996)
- Két pupák egy csávában (1996)
- A magányos angyal (1996)
- Fohász a szerelmedért (1996)
- Faksznis taxis (1997)
- Mint gyöngyét a kagyló (1997)
- A kitartás bajnoka (1997)
- Kitaszítva (1998)
- Szilveszteri T-boy (1998)
- Megszállott férjvadász (1998)
- Jégbe zárt hazugságok (1999)
- Ébredés (1999)
- Tűzbe hullt a hó (2000)
- Lökött örökösök (2000)
- Eszelős némber (2000)
- Engedd, hogy szeresselek! (2001)
- Meerufenfushi, egy varázslatos maldív gyöngyszem (2003)
- A világ végezetéig (2007)
- Johnny Walker naplója (2009)